# Клас
Клас или прости клас (лат. spica) је врста цвасти која спада у групу простих рацемозних цвасти. За клас је особено то што су му на осовини поређани седећи цветови (цветови без цветне дршке). Модификацијом класа настају клип и реса. Постоји и сложен клас код кога се уместо седећих цветова на осовини развијају прости класови.

## Примери
Цваст клас је особен за траве оштрице (Cyperaceae), боквица (plantago), многе орхидеје...